# Aqba-Hammu
Haqba-Hammu o Aqba-Hammu fou el més proper conseller del rei Ashkur-Addu de Karana i el su successor al tron. Va tenir el govern de Karana mentre Ashkar-Addu era a Mari. El general en cap d'Ashkur-Addu, Kukkutanum, s'havia revoltar a Qattara però havia estat derrotat i s'havia posat al servei d'Atamrum d'Allahad, fou bescanviat (entregat per Atamrum), i Haqba-Hammu el va fer matar segurament quan va arribar al tron. Va negociar també un tractat amb Atamrum. El general en cap d'aquest, Himdiya, i Haqba-Hamu, es van acostar a Anadarig mentre Hammu-Rabi de Kurda i Ishme-Dagan d'Ekallatum es retiraven. Van lliurar una dura batalla contra el regne de Tilla. Va ocupar algunes ciutats a Hadnum i va rebutjar un contingent d'ajut que venia des de Mardaman, retornant llavors a Karana. Va fer una visita a Mari.